# 잭 갤리건
잭 갤리건(Zach Galligan, 1964년 2월 14일 ~ )은 미국의 배우이다.

## 출연 작품
- 사스카치 빅풋 (2017)
- 손도끼 3 (2013)
- 컷 (2010)
- 렛 뎀 치프 어와일 (2007)
- 인페스티드 (2002, Infested)
- 가브리엘라 (2001)
- 로 너브 (1999)
- 사이보그 4 (1998)
- 큐피드 (1997)
- 프린스 밸리언트 (1997)
- 사이보그 3 (1995)
- 유혹의 표적 (1994)
- 러브 앤 글로리 (1993)
- 플레이보이 러브 (1993, All Tied Up)
- 아이스 (1993)
- 워락 2 - 아마게돈 (1993)
- 왁스웍 2 (1992)
- 천국으로의 왕복 여행 (1992)
- 싸이킥 (1991)
- 폭력 도시 (1990)
- 그렘린 2 - 뉴욕 대소동 (1990)
- 모탈 패션스 (1989)
- 왁스웍 (1988)
- 운명의 사람들 (1985)
- 낫씽 라스츠 포에버 (1984)
- 그렘린 (1984)